# アントン (ザクセン王)
アントン（Anton、1755年12月27日 - 1836年6月6日）は、ザクセン王国の第2代国王（在位：1827年 - 1836年）。全名はアントン・クレメンス・テオドール・マリア・ヨーゼフ・ヨハン・エヴァンゲリスタ・ヨハン・ネポムク・フランツ・クサーヴァー・アロイス・ヤヌアール（Anton Clemens Theodor Maria Joseph Johann Evangelista Johann Nepomuk Franz Xaver Aloys Januar）で、「温厚王」（der Gütige）と呼ばれる。ザクセン選帝侯フリードリヒ・クリスティアンの四男で、ザクセン王フリードリヒ・アウグスト1世の弟。

## 生涯
アントンは1755年12月27日、フリードリヒ・クリスティアンとその妃であった神聖ローマ皇帝兼バイエルン選帝侯カール7世の皇女マリア・アントーニア（1724年 - 1780年）の第4子としてドレスデンで生まれた。 1781年10月24日にドレスデンでサルデーニャ王ヴィットーリオ・アメデーオ3世の王女マリーア・カロリーナ（1764年 - 1782年）と結婚したが、翌年彼女と死別した。次いで1787年10月18日にウィーンで、神聖ローマ皇帝レオポルト2世の皇女マリア・テレジア（1767年 - 1827年）と結婚した。
1827年5月5日、息子のなかった兄フリードリヒ・アウグスト1世の死去によって王位に即いた。
アントンは1836年6月6日にピルニッツで死去した。最初の妃カロリーネとの間に子供はおらず、2人目の妃マリア・テレジアとの間には1男3女が生まれたがみな誕生後2年を待たずに死去していた。そのため弟マクシミリアンの息子のフリードリヒ・アウグスト2世が王位を嗣いだ。